# Emile Hirsch
Pour les articles homonymes, voir Hirsch.
Cet article concerne l'acteur américain. Pour Émile Hirsch le peintre, voir Émile Hirsch.
Emile Hirsch, né le 13 mars 1985 à Topanga en Californie (États-Unis), est un acteur américain.

## Biographie

### Jeunesse
Emile Hirsch est né à l'ouest de Los Angeles, en Californie. Il passe une partie de son enfance à Santa Fe, au Nouveau-Mexique. C'est le fils de Margaret Davenport, une artiste et de David Hirsch, un producteur et manager. Il a également une grande sœur, Jennifer, qui l'a initié au métier d'acteur.

### Carrière
Acteur précoce, il commence sa carrière à l'âge de 8 ans, en jouant dans Sabrina, l'apprentie sorcière, et dans des films à petits budgets. Il joue par la suite de petits rôles dans des séries telles que Players, les maîtres du jeu, Troisième planète après le Soleil, Les jumelles s'en mêlent ou encore Profiler.
Il obtient son premier rôle au cinéma en 2001 avec le film de Peter Care, The Dangerous Lives of Altar Boys, aux côtés de Jodie Foster. Il incarne ensuite l'élève rebelle Sedgewick Bell dans la comédie dramatique Le Club des empereurs en 2003. La même année, il incarne le personnage principal de The Mudge Boy puis joue dans Imaginary Heroes. En 2004, il joue dans la comédie romantique The Girl Next Door, il n'a alors que 19 ans.
Au cours des années 2005 et 2006, il incarne Jay Adams dans le film Les Seigneurs de Dogtown qui lui vaudra une nomination aux Teen Choice Awards, et Johnny Truelove, dans Alpha Dog aux côtés de Justin Timberlake, Bruce Willis et Sharon Stone.
Mais c'est le film Into the Wild (tiré d'une histoire vraie et adapté du roman de Jon Krakauer), écrit et réalisé par Sean Penn, qui va définitivement le faire connaître et lui ouvrir de nombreuses portes. Il y joue Christopher McCandless, un jeune Américain de bonne famille et dont la vie semblait toute tracée, qui décide de tout quitter pour aller vivre seul en Alaska. La prestation d'Hirsch est plus qu'applaudie, pourtant, il ne  sera pas nommé aux Oscars à la surprise générale. Cependant, il gagnera en notoriété et plusieurs prix.
Il joue le rôle principal du film Speed Racer, un dessin animé japonais d'origine mais adapté au cinéma par les Wachowski, sorti en France en juin 2008.
L'acteur retrouve Sean Penn, qui incarne Harvey Milk, homme politique américain militant pour les droits civiques des homosexuels dans les années 1970, pour le film biographique Harvey Milk de Gus Van Sant, sorti aux États-Unis le 5 décembre 2008.
En 2009, il joue également un jeune vétéran de la guerre du Viêt Nam dans le film d'Ang Lee sur le festival de Woodstock, Hôtel Woodstock. Il joue dans le polar Killer Joe de William Friedkin en 2012.
En 2013, il joue un second rôle dans le film de guerre Du sang et des larmes de Peter Berg aux côtés de Mark Wahlberg, Ben Foster, Taylor Kitsch et Eric Bana.
En 2019, il obtient le rôle de Jay Sebring dans le film Once Upon a Time... in Hollywood de Quentin Tarantino aux côtés de Leonardo DiCaprio, Brad Pitt, Margot Robbie et Al Pacino.

## Affaires judiciaires
Le 12 février 2015, il a été inculpé pour avoir, sous l'emprise de l'alcool, essayé d'étrangler une cadre de Paramount Pictures, Daniele Bernfeld, lors de la soirée du 25 janvier 2015 au Tao Nightclub de Park City, jusqu'à ce que deux personnes l’en aient empêché,. Le 17 août 2015, il a plaidé coupable de délit d'agression et a été condamné à 15 jours de prison, une amende de 4 750 dollars et 50 heures de travaux d'intérêt général.

## Filmographie

### Cinéma
- 2002 : The Dangerous Lives of Altar Boys de Peter Care : Francis Doyle
- 2002 : Le Club des empereurs (The Emperor's Club) de Michael Hoffman : Sedgewick Bell
- 2003 : The Mudge Boy de Michael Burke : Duncan Mudge
- 2004 : The Girl Next Door de Gregory Wilson : Matthew Kidman
- 2004 : Imaginary Heroes de Dan Harris : Tim Travis
- 2005 : Les Seigneurs de Dogtown (Lords of Dogtown) de Catherine Hardwicke : Jay Adams
- 2006 : Alpha Dog de Nick Cassavetes : Johnny Truelove
- 2007 : Into the Wild de Sean Penn : Christopher McCandless
- 2008 : États de choc (The Air I breathe) de Jieho Lee : Tony
- 2008 : Speed Racer des Wachowski : Speed Racer
- 2009 : Harvey Milk (Milk) de Gus Van Sant : Cleve Jones
- 2009 : Hôtel Woodstock (Taking Woodstock) d'Ang Lee : Billy, le vétéran du Vietnam
- 2011 : The Darkest Hour de Chris Gorak : Sean
- 2012 : Killer Joe de William Friedkin : Chris Smith
- 2012 : Savages d'Oliver Stone : Spin
- 2012 : Venir au monde  de Sergio Castellitto : Diego
- 2013 : Prince of Texas  de David Gordon Green : Lance[4]
- 2013 : The Motel Life d'Alan Polsky et Gabe Polsky : Frank Flannigan[4]
- 2013 : Du sang et des larmes (The Lone Survivor) de Peter Berg : Danny Dietz[4]
- 2015 : Ten Thousand Saints de Shari Springer Berman et Robert Pulcini : Johnny
- 2015 : Just Jim de Craig Roberts : Dean
- 2016 : Roxxy (Vincent-N-Roxxy) de Gary Michael Schultz : Vincent
- 2016 : The Jane Doe Identity (The Autopsy of Jane Doe) de André Øvredal : Austin Tilden
- 2017 : Mon ex beau-père et moi (All Nighter) de Gavin Wiesen : Martin
- 2017 : The Lost Soldier (The Chinese Widow) de Bille August : Jack
- 2018 : The Outsider de Martin Zandvliet : Paulie Bowers
- 2018 : Une soirée avec Beverly Luff (An Evening with Beverly Luff Linn) de Jim Hosking : Shane Danger
- 2018 : Freaks de Zach Lipovsky et Adam B. Stein : Henry Lewis
- 2019 : Never Grow Old d'Ivan Kavanagh : Patrick Tate
- 2019 : Once Upon a Time… in Hollywood de Quentin Tarantino : Jay Sebring
- 2019 : Peel de Rafael Monserrate : Peel
- 2020 : Force of Nature de Michael Polish : Cardillo
- 2020 : Arnaque à Hollywood (The Comeback Trail) de George Gallo : James Moore
- 2021 : The Son (Son) d'Ivan Kavanagh : Paul
- 2021 : La Proie (Midnight in the Switchgrass) de Randall Emmett : Bryan Crawford
- 2021 : American Night de Alessio Della Valle : Don Michael Rubino
- 2022 : Pursuit de Brian Skiba : Rick Calloway
- 2022 : The Immaculate Room de Mukunda Michael Dewil : Michael 'Mikey' Walsh
- 2022 : Dig de K. Asher Levin : Victor
- 2022 : Devil's Workshop de Chris von Hoffman : Donald
- 2022 : The Price We Pay de Ryuhei Kitamura : Alex
- 2022 : State of Consciousness de Marcus Stokes : Stephen
- 2023 : Inside Man de Danny A. Abeckaser : Bobby Belucci
- 2023 : The Engineer de Danny A. Abeckaser : Etan
- 2023 : Helen's Dead de K. Asher Levin : Adam
- 2023 : Walden de Mick Davis : Walden Dean
- 2024 : Piégés dans la savane (Prey) de Mukunda Michael Dewil : Grun
- 2024 : Bau, Artist At War de Sean McNamara : Joseph Bau

### Télévision

#### Téléfilms
- 1998 : La Créature des profondeurs (Gargantua) : Brandon Ellway
- 1998 : Houdini : Harry Houdini jeune
- 2001 : Wild Iris : Lonnie Bravard

#### Séries télévisées
- 1996 : Kindred : Le Clan des maudits : le garçon qui meurt[4] (saison 1, épisode 4)
- 1997 : Troisième planète après le Soleil : Punk (saison 3, épisode 5)
- 1997 : Demain à la une : Lance Foster (saison 2, épisode 8)
- 1998 : Players, les maîtres du jeu : Adam Paprelli (saison 1, épisode 18)
- 1999 : Les jumelles s'en mêlent : Jeremy (saison 1, épisode 12)
- 1999 : Sabrina, l'apprentie sorcière : Darryl (saison 3, épisode 16)
- 1999 : Promised Land (en) : Walter Elliott (saison 3, épisode 18)
- 1999 : Le Caméléon : Bryce Banks (saison 3 Épisode 19)
- 1999 : Profiler : Bryce Banks (saison 3, épisode 19)
- 1999 : New York Police Blues (NYPD Blue) : Marcello Parisi (saison 6, épisode 21)
- 1999 : Urgences : Chad Kottmeier (saison 6, épisodes 7 et 9)
- 2013 : Bonnie and Clyde: Dead and Alive (mini-série) : Clyde Barrow

## Distinctions

### Récompenses
- 2007 : Mill Valley Film Festival dans la catégorie meilleur acteur pour Into the Wild
- 2007 : National Board of Review dans la catégorie meilleure performance masculine pour Into the Wild
- 2008 : Palm Springs International Film Festival : Prix de l'« étoile montante »
- 2009 : Broadcast Film Critics Association Awards dans la catégorie meilleur casting pour Harvey Milk

### Nominations
- 2003 : Young Artist Award dans la catégorie meilleure performance dans un film pour Le Club des empereurs
- 2005 : Teen Choice Award dans la catégorie meilleure révélation pour Les Seigneurs de Dogtown
- 2005 : MTV Movie Award dans la catégorie meilleur baiser pour The Girl Next Door
- 2007 : Gotham Awards dans la catégorie meilleure révélation pour Into the Wild
- 2008 : Teen Choice Award pour Speed Racer et Into the Wild
- 2008 : Screen Actors Guild Award dans la catégorie meilleure distribution pour Into the Wild
- 2008 : Online Film Critics Society Awards dans la catégorie meilleur acteur pour Into the Wild
- 2008 : Broadcast Film Critics Association Awards dans la catégorie meilleur acteur pour Into the Wild
- 2009 : Screen Actors Guild Award dans la catégorie meilleure distribution pour Harvey Milk
- 2009 : sélection officielle du film Hôtel Woodstock (Taking Woodstock) au Festival de Cannes

## Voix françaises
En France
| - Benjamin Jungers, dans : - Into the Wild - Harvey Milk - Hôtel Woodstock - Savages - Du sang et des larmes - Once Upon a Time… in Hollywood - Alexis Tomassian dans : - Le Club des empereurs - Speed Racer - Mon ex beau-père et moi - Alexandre Nguyen dans : - Arnaque à Hollywood - La Proie | Et aussi - Marie-Martine dans Sabrina, l'apprentie sorcière (série télévisée) - Sophie Arthuys dans Demain à la une (série télévisée) - Stéphane Marais dans The Mudge Boy - Christophe Lemoine dans The Girl Next Door - Julien Bouanich dans Les Seigneurs de Dogtown - Emmanuel Garijo dans Alpha Dog - Stanislas Forlani dans États de choc - Emmanuel Curtil dans The Darkest Hour - Christophe Seugnet dans Killer Joe - Valentin Merlet dans Bonnie and Clyde: Dead and Alive - Ernst Umhauer dans Venir au monde - Maxime Donnay dans The Jane Doe Identity - Gauthier Battoue dans Chasseurs de trolls (série d’animation, voix) - Michaël Cermeno dans The Lost Soldier - Tony Marot dans Une soirée avec Beverly Luff - Sébastien Hébrant dans Never Grow Old - Jean-François Gérard dans The Son |

Au Québec
| - Philippe Martin dans : - Le Club des empereurs - Les Seigneurs de Dogtown - Mâle Alpha - Vers l'inconnu - Speed Racer - Harvey Milk - Crépuscule - Sauvages - Chambre forte | et aussi - Louis-Philippe Berthiaume dans était une fois à… Hollywood |